# 옌탄구

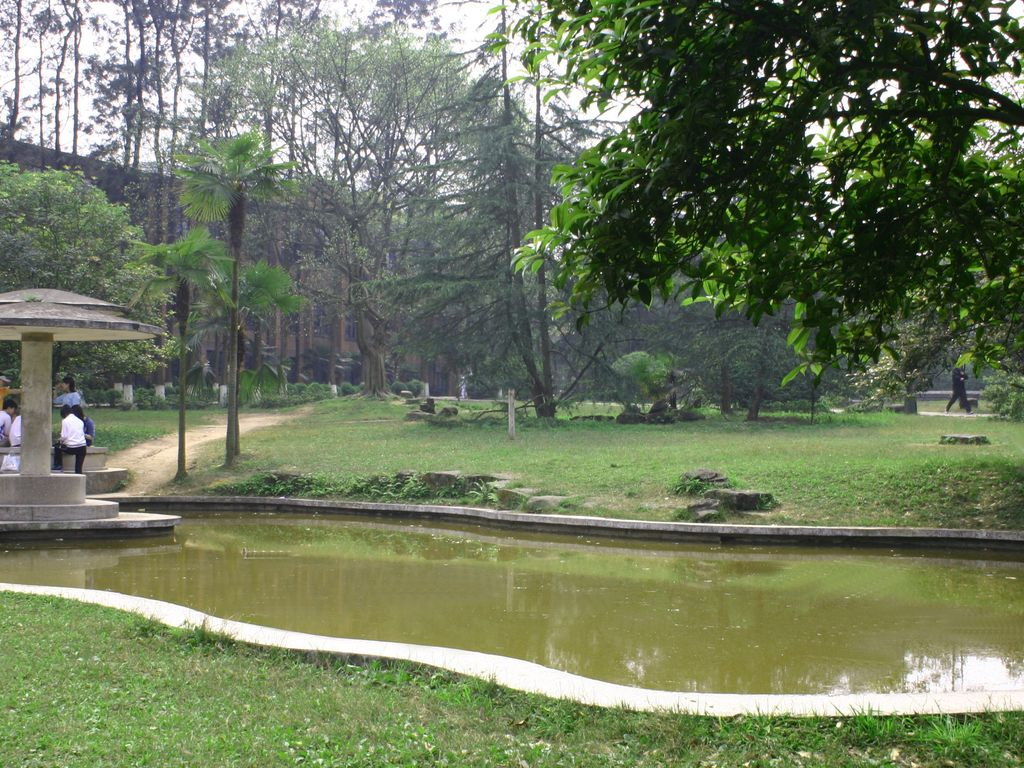

옌탄구(한국어: 연탄구, 중국어: 沿滩区, 병음: Yántān Qū)는 중화인민공화국 쓰촨성 쯔궁 시의 현급 행정구역이다. 넓이는 468km2이고, 인구는 2007년 기준으로 390,000명이다.

## 기후
연평균 기온은 17.8°C이고 연평균 강수량은 1031mm이다.

## 행정 구역
11개 진, 2개 향을 관할한다.
- 진: 沿滩镇, 卫坪镇, 兴隆镇, 富全镇, 永安镇, 联络镇, 邓关镇, 王井镇, 黄市镇, 瓦市镇, 仙市镇.
- 향: 刘山乡, 九洪乡.